# باري ماماتيل
باري ماماتيل (بالصينية: 巴力·买买提依力) (27 يناير 1989 في الصين - ) هو لاعب كرة قدم صيني في مركز الهجوم. لعب مع جيانغسو سونينغ وجيجيانغ غرينتاون ونادي شينجيانغ تيانشان ليوبارد ونادي تشينغداو وXinjiang Sport Lottery F.C. ‏.

## روابط خارجية
- باري ماماتيل على موقع قاعدة بيانات كرة القدم.إي يو (الإنجليزية)
- باري ماماتيل على موقع Soccerway.com (الإنجليزية)
- باري ماماتيل على موقع عالم كرة القدم.نت (الإنجليزية)